# 柴田明徳
柴田 明德（しばた あけのり、1936年 - 2025年4月1日）は、日本の建築構造学者。東北大学名誉教授。東北文化学園大学名誉教授。
一連の研究の主題は等価線形解析手法を用いた弾塑性応答の実用的な評価手法や地震時における建築物の弾塑性応答の基本的特性の解明など。特に等価線形化法による建築物の地震応答解析に関する先駆的研究は限界耐力計算法の基礎ともなっており、国内外から高い評価を得るほか地震防災の調査研究を通じ建築構造物の地震時挙動の解明や応答解析手法の確立と災害科学や防災研究の推進など建築構造分野の発展、高層建築物や原子力施設の安全に対しても多くの技術的貢献を果たした。

## 人物・来歴
1936年、静岡県に生まれる。
1960年に東京大学工学部建築学科を卒業し大学院数物系研究科建築学専攻に進学。武藤清、大沢胖に師事。1962年に修士課程を修了し博士課程、1965年に東京大学で建築物の耐震解析に関する研究で学位を取得。
東北大学工学部建築学科助手に赴任、それ以来、東北大学において耐震工学や地震工学に関する先駆的な研究と後進の育成に努めた。1966年に東北大学工学部助教授。1973年から1年半ほど米国のイリノイ大学へ留学。1978年には1985年まで応用数学担当として東北大学教養部講師兼任。1986年東北大学工学部教授就任。建築構造学講座主宰。1994年には東北大学工学部災害制御研究センター教授。同年8月には災害制御研究センター長就任。1998年から1999年までは東北大学工学研究科付属災害制御研究センター長。
この間日本建築センター高層建築物構造評定委員会委員や、資源エネルギー庁原子力発電技術顧問会委員、原子力発電技術機構安全解析事業運営委員会委員などを歴任し、加えて国土庁国際防災の10年国民会議運営委員や宮城県防災会議地震対策専門部会委員、仙台市地震対策専門部会委員、宮城県建築住宅センター建築物耐震診断改修評価委員会委員長など、国際貢献、地域貢献も積極的に行っていた。
1999年に東北大学を退職したのちは、東北文化学園大学に2010年まで勤務。科学技術学部環境計画工学科学科長、2003年には東北文化学園大学総合情報センター長、2005年には東北文化学園大学大学院健康社会システム研究科長、2007年には東北文化学園大学大学院健康社会システム研究科長・科学技術学部兼担教授を歴任。
2010年の東北文化学園大学大学退職後は客員教授として引き続き指導を続ける。
長年にわたり日本建築学会の構造関係の委員会に属し、委員会活動や出版等を通じて多大なる貢献をしている。災害委員会委員長、応用力学運営委員会構造物系の非線形・不確定モデリング小委員会主査、東北支部構造部会長などを歴任。
また、東日本大震災や1978年の宮城県沖地震や 1994年の三陸はるか沖地震など東北地方を中心に数多くの地震災害調査で調査委員会委員長も務めた。1999年の台湾大地震では建築学会地震被害調査団団長として現地調査を実施、台湾建築学会に対する復旧支援活動を指揮していた。
著書の中で1981年6月に出版した『最新耐震構造解析』（森北出版）では、地震工学や耐震工学における基礎理論である振動理論や波動理論など建築学において難解な理論をやさしく解説され建築界では多くの人材に読まれるほか、『建築構造設計教本』では監修を務める。
2025年4月1日、死去した。

## 受賞歴
一連の研究成果「建築物の弾塑性地震応答に関する一連の研究」は、1986年度日本建築学会賞（論文）を受賞している。一方で著書を通して振動理論や地震工学の面白さを学んだ学生や技術者に対する建築構造分野における教育貢献・社会貢献は著しく、2009年に「建築耐震構造の教育に関する長年の貢献」として日本建築学会教育賞（教育業績）を受賞。加えて、同書の英訳版『Dynamic Analysis of Earthquake Resistant Structures』を 2010年に出版し、国際貢献も果たしている。そして構造動力学の研究・教育と耐震工学の発展への貢献で2014年日本建築学会賞大賞受賞。